# Pjotr Fjodorowitsch Papkowitsch
Pjotr Fjodorowitsch Papkowitsch, russisch Пётр Фёдорович Папкович, englische Transkription Petr Fedorovich Papkovich (* 5. April 1887 in Brest-Litowsk; † 3. April 1946 in Leningrad), war ein sowjetischer Ingenieurwissenschaftler und Schiffbauingenieur.

## Leben

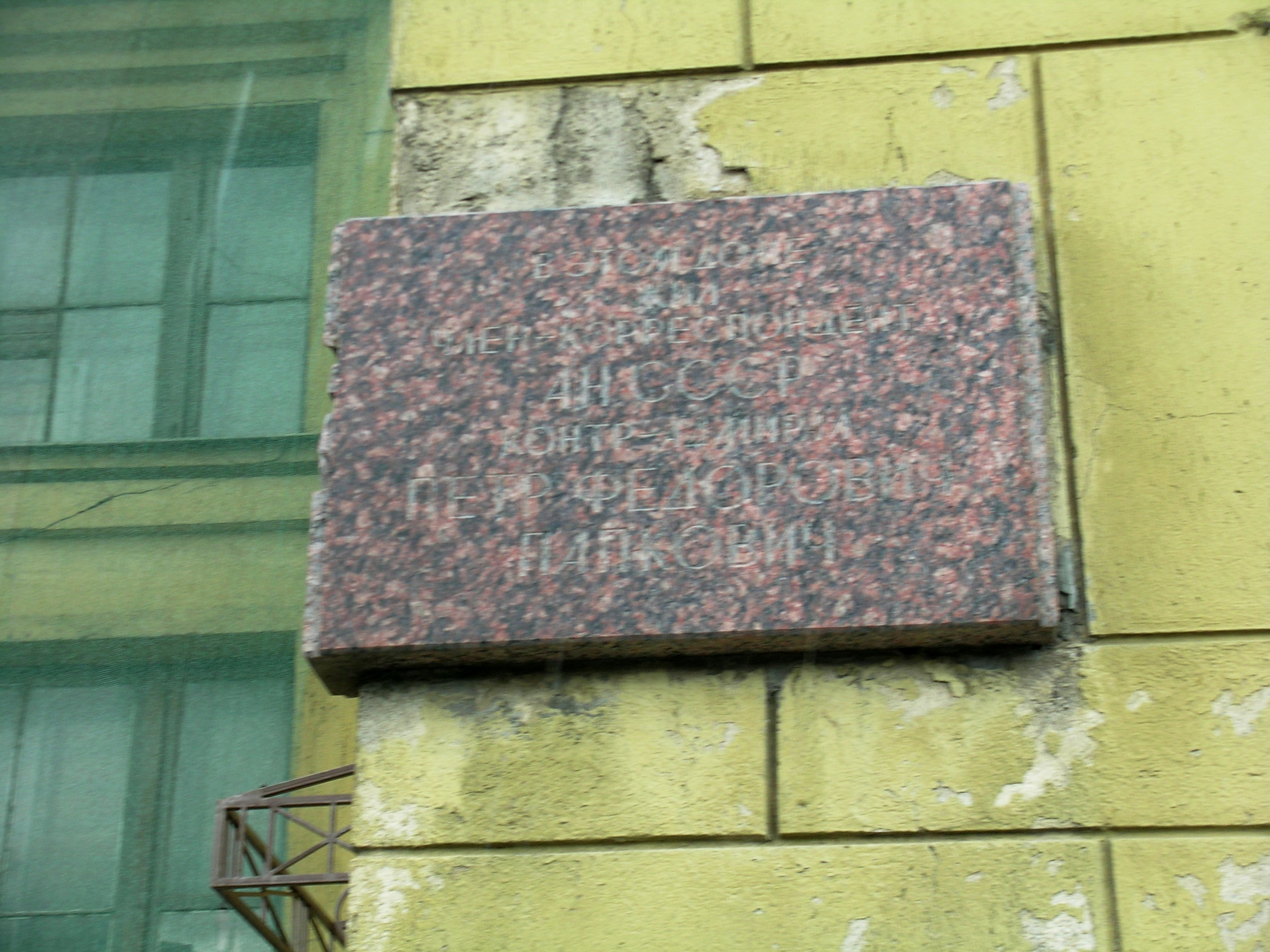
Gedenkplakette am Wohnsitz von Papkowitsch in St. Petersburg

Papkowitsch besuchte die Schule in Samara und studierte Schiffbau am Polytechnikum in Sankt Petersburg mit dem Abschluss 1911. Danach war er bei der russischen Marine, eingesetzt auf den Schiffswerften in Sankt Petersburg. 1916 wurde er Kapitän des Korps der Schiffbauingenieure. Er lehrte auch 1916 bis 1930 am Polytechnikum, ab 1925 als Professor für Schiffsmechanik. 1930 bis 1939 hatte er den entsprechenden Lehrstuhl am neu gegründeten Institut für Schiffbau in Leningrad. Er lehrte auch ab 1920 an der Marineakademie, ab 1934 als Professor für Schiffbau und Schiffsmechanik. 1935 erhielt er (ohne Prüfung) den russischen Doktorgrad. 1940 wurde er Konteradmiral der Schiffbauingenieure. 
Er ist für Beiträge zur Elastizitätstheorie bekannt, besonders die Papkovich-Neuber Lösung (1932, auch nach H. Neuber) der homogenen Navier-Cauchy-Gleichungen.
1915 erhielt er den Orden des Heiligen Stanislaus 3. Klasse. Er war korrespondierendes Mitglied der Sowjetischen Akademie der Wissenschaften (1933), erhielt 1943 und 1946 den Leninorden, den Stalinpreis erster Klasse (1946) sowie den Orden des Roten Banners der Arbeit. 1944 wurde er „Verdienter Wissenschaftler“ der russischen Föderation.

## Schriften
- Solution Générale des équations differentielles fondamentales d'élasticité exprimée par trois fonctions harmoniques, Compt. Rend. Acad. Sci. Paris, Band 195, 1932, S. 513–515.
- Expressions génerales des composantes des tensions, ne renfermant comme fonctions arbitraires que des fonctions harmonique, Compt. Rend. Acad. Sci. Paris, Band 195, 1932, S. 754–756
- Elastizitätstheorie (Russisch), Leningrad/Moskau 1939
- Schiffbaumechanik (Russisch), 3 Bände, Leningrad 1941 bis 1947
- Werke über Strukturmechanik (Russisch), 4 Bände, Leningrad 1962, 1963